# To Hell with the Boys
To Hell with the Boys ist das dritte Studioalbum der britischen Punk-Band The Boys. Es wurde am 27. November 1979 auf Safari Records veröffentlicht.

## Entstehungsgeschichte
Bereits im Sommer 1978 nahmen The Boys 15 Lieder für ihr drittes Album, das zu dieser Zeit noch Junk heißen sollte, auf. NEMS, ihre damalige Plattenfirma, weigerte sich, die Studiokosten zu übernehmen und so blieben die Masterbänder im Besitz des Aufnahmestudios Rockfield. Die Monitormixe dieser etwas härteren Version wurden von Matt Dangerfield einbehalten und später auf Odds & Sods (1990) und Punk Rock Rarities (1999), sowie diversen Bootlegs veröffentlicht.
Die Band versuchte sich nun von NEMS zu trennen, allerdings gestaltete sich die Trennung schwieriger als erwartet. Nach Drängen der Bandmitglieder wurden The Boys dennoch 1979 aus dem Vertrag entlassen. In der Zwischenzeit widmeten sich die Bandmitglieder diversen anderen Projekten. Dangerfield und Casino Steel nahmen mit einer skandinavischen Pornodarstellerin ein Album namens Christina X auf. Honest John Plain schloss sich zusätzlich noch für kurze Zeit der Band The Lurkers an.
Safari Records nahmen die Band schließlich unter Vertrag und ließen sie das Album in Hell, einem kleinen Dörfchen in der Nähe von Trondheim, Norwegen aufnehmen. Es erschien am 27. November 1979, die ersten 5.000 Exemplare kamen mit einem 16-seitigen Booklet. Als Single wurde eine Woche vor Veröffentlichung des Albums Kamikaze (B-Seite: Bad Days) ausgekoppelt. Die Single erreichte Platz #9 der Independent-Charts in Großbritannien. Das Album selbst erreichte Platz #4 dieser Charts. Am 8. Januar 1980 trat die Band in der Show The Old Grey Whistle Test der BBC auf, um das Album zu promoten. Anschließend begleiteten sie die Ramones auf deren England-Tournee.
Terminal Love (B-Seite: I Love Me) erschien am 7. Februar als zweite Single. Einen Monat erschien eine weitere Single, die nicht auf dem Album enthalten war: die Rolling-Stones-Coverversion You Better Move On mit der B-Seite Schooldays. Im Anschluss stieg Keyboarder Casino Steel aus, der zurück nach Norwegen zog und mit Gary Holton (ex-Heavy Metal Kids) dort Erfolg hatte. Eine Frankreich-Tour und ein Auftritt im Musikladen ohne Steel folgten.

## Rezeption und Musikstil
Der Powerpop der Boys wurde weiter melodiöser und verdrängte die Punk-Elemente, die noch auf dem Vorgänger Alternative Chartbusters deutlicher hervortraten. Das Album wurde vom britischen Magazin Sounds hochgelobt:

„That return is promising. A marriage of the Ramones, the Heartbreakers and Racey is the most accurant description of the new Boy-Sound... . „Hell“ is a non-serious good good time lp about girls and drugs and motorbikes, and all the things that tradition expected bands do write about.“

## Titelliste
1. Sabre Dance – 2:01
2. Rue Morgue – 3:40
3. Terminal Love – 3:31
4. See Ya Later – 3:14
5. You Can’t Hurt a Memory – 7:32
6. Kamikaze – 3:55
7. Lonely Cowboy – 3:32
8. Waiting for the Lady – 3:31
9. Bad Day – 2:46
10. Independent Girl – 5:35

## Versionen
Es existieren zahlreiche Bootleg-Veröffentlichungen mit dem Originalmix des Albums. Captain Oi! Records veröffentlichte 1999 eine Version mit 5 Bonustracks.
1. I Love Me – 3:37
2. You Better Move On – 3:34
3. Schoolgirls – 2:27
4. Rub a Dum Dum (The Yobs) – 3:03
5. Another Christmas (The Yobs) – 2:03

## Songinfos
Der Opener des Albums, Sabre Dance ist eine schnelle Einspielung eines Tanzstücks aus dem Ballet Gayane von Aram Chatschaturjan.
Rue Morgue handelt von den Annäherungsversuchen des Protagonisten an eine Französin. Da der Protagonist allerdings technisches Zeichnen statt Französisch belegt hatte, versteht er nicht, was sie meint. Der Text enthält einige französische Redewendungen und Wortspiele. So wird das Mädchen gefragt, wie sie heißt und sie antwortet mit „allez-vous-en“, worauf der Protagonist sie mit „Alli“ anspricht. Der Titel des Liedes ist eine Anspielung auf Der Doppelmord in der Rue Morgue von Edgar Allan Poe.
In Terminal Love wurde der Refrain von Bob Dylans Knockin’ on Heaven’s Door eingearbeitet.
Der Gesang bei You Can’t Hurt a Memory wurde von der Kritik immer wieder mit John Lennons Stimme verglichen.